# فيسنتي ديل بوسكي
فيسنتي ديل بوسكي (بالإسبانية: Vicente del Bosque) (23 ديسمبر 1950) لاعب ومدرب كرة قدم إسباني سابق، لعب مع منتخب إسبانيا لكرة القدم حقق مع ريال مدريد كلاعب 5 بطولات دوري إسباني وسجل 25 هدف في مسيرته في الدوري الإسباني الذي لعب في أكثر من 300 مباراة. فاز مع ريال مدريد كمدرب ببطولة أبطال أوروبا مرتين الأولى عام 1999-2000 أمام فالنسيا بثلاثة أهداف دون مقابل على ملعب فرنسا في باريس والثانية 2001-2002 في اسكتلندا أمام نادي باير ليفركوزن بهدفين مقابل هدف لريال مدريد. والدوري الأسباني مرتين وحقق مع ريال مدريد أيضًا كأس السوبر الإسباني عام 2001 وكأس السوبر الأوروبية عام 2002 وكأس إنتركونتنينتال عام 2002 وحقق الانتصار الكبير مع المنتخب الأسباني في نهائي كأس العالم 2010 على حساب المنتخب الهولندي بهدف مقابل لا شيء. وكذلك عام 2012 حقق الانتصار الأوروبي مع المنتخب الإسباني في كأس الأمم الأوربية على حساب إيطاليا بأربعة أهداف مقابل لا شيء، لكنه أخفق في نهائيات كأس العالم في البرازيل عام 2014 في تخطي عتبة الدور الأول بعد أداء سيئ للمنتخب الإسباني (الذي ضم نجومًا أحرزوا كأس العالم وكأس أمم أوروبا السابقين).
وفي عام 2016 قام فيسنتي ديل بوسكي بتقديم استقالته من تدريب منتخب إسبانيا بعد الإخفاق في بطولة بطولة أمم أوروبا يورو 2016 بعد الخسارة من منتخب إيطاليا 2–0 في دور الستة عشر.

## روابط خارجية
- فيسنتي ديل بوسكي على موقع الاتحاد الدولي (مؤرشف)  (الإنجليزية)
- فيسنتي ديل بوسكي على موقع الاتحاد الأوربي (الإنجليزية)
- فيسنتي ديل بوسكي على موقع قاعدة بيانات كرة القدم.إي يو (الإنجليزية)
- فيسنتي ديل بوسكي على موقع ناشيونال فوتبول تيمز (الإنجليزية)
- فيسنتي ديل بوسكي على موقع Soccerbase.com (مدرب) (الإنجليزية)
- فيسنتي ديل بوسكي على موقع Soccerway.com (الإنجليزية)
- فيسنتي ديل بوسكي على موقع عالم كرة القدم.نت (الإنجليزية)

| سبقه مارتشيلو ليبي | المدرب الفائز بكاس العالم لكرة القدم 2010 | تبعه يواخيم لوف |